# Șciucea Hreblea, Bahmaci
Șciucea Hreblea (în ucraineană Щуча Гребля) este un sat în așezarea urbană Dmîtrivka din raionul Bahmaci, regiunea Cernihiv, Ucraina.

## Demografie
Componența lingvistică a localității Șciucea Hreblea
     Ucraineană (100%)
Conform recensământului din 2001, toată populația localității Șciucea Hreblea era vorbitoare de ucraineană (100%).